# Robert Allen Dyer
Robert Allen Dyer (Pietermaritzburg, 21 de septiembre de 1900 - Johannesburgo, 26 de octubre de 1987) fue un botánico sudafricano y taxónomo, que trabajó particularmente con Amaryllidaceae y en plantas suculentas, contribuyendo y editando Bothalia y Flowering Plants of Africa, y atendiendo la oficina de Director del "Botanical Research Institute" en Pretoria de 1944 a 1963.

## Educación y carrera
Concurre a Michaelhouse y al Natal University College de 1919 a 1923, obteniendo los grados de M.Sc. en 1923 y de Doctor en ciencias en 1937. En 1925 oposita y gana puesto como asistente de Selmar Schonland en Grahamstown, y sería curador del Herbario del Museo Albany. Después de desempeñar durante tres años (1931 a 1934) el cargo de Oficial de Enlace con el Real Jardín Botánico de Kew, es transferido al "National Herbarium de Pretoria" donde llegaría a ser Jefe y subsecuentemente Director de 1944 a 1963. Hace revivir la Sección de Estudios Botánicos y da comienzo al Jardín botánico Nacional de Pretoria, y edita Bothalia, The Flowering Plants of Africa, Memoirs of the Botanical Survey of South Africa y Flora of Southern Africa.
Luego de retirado en 1963, continúa trabajando en el Instituto, ocupándose en producir Genera of Southern African Flowering Plants. Sus últimos trabajos fueron con Ceropegia, Brachysteilma, y Riocreuxia, apareciendo en Flora of Southern Africa en 1981. Produjo cerca de 450 publicaciones.
Sus máximas contribuciones fueron en el campo de la taxonomía vegetal, publicando extensamente en Flowering Plants of Africa y en Bothalia.

## Honores

### Eponimia
Género
- Radyera Bullock

Especies, unas 64
- (Aizoaceae) Aridaria dyeri N.E.Br.[1]

- (Aizoaceae) Hereroa dyeri (L.) Bol.[2]

- (Asclepiadaceae) Brachystelma dyeri K.Balkwill, M.Balkwill & Cadman[3]

Recolectó especímenes botánicos en un número mayor a 6.000 y se resguardan en Pretoria, Grahamstown, Kew y en el Bolus Herbarium.

### Galardones y membresías
- Miembro de "American Cactus & Succulent Society" 1941
- Medalla Herbert (American Amaryllis Society)
- Presidente de la Sección C de S.A. Assoc. for Adv. of Science 1941 - 1942
- Miembro de la "Royal Society of South Africa" 1945
- Presidente de "S.A. Biological Society]" 1948
- Medalla Senior Capt. Scott (S.A. Biological Society)
- Presidente de "Pretoria Horticultural Society" 1961-1972
- Medalla de Oro "S.A. Assoc. of Botanists" 1973
- D.Sc. Honorario de Universidad de Witwatersrand 1976

## Algunas publicaciones
- The Succulent Euphorbiae (1941) with White & Sloane
- The South African Cicadas (Bothalia 1963)
- Flora of Southern Africa - Myrsinaceae, Primulaceae and Plumbaginaceae (1963)
- Flora of Southern Africa - Stangeriaceae, Zamiaceae (con Inez C. Verdoorn 1966)
- Genera of Southern African Flowering Plants (Vol. 1, Dicots 1975) (Vol. 2, Monocots con Mrs. Mauve 1976)

- La abreviatura «R.A.Dyer» se emplea para indicar a Robert Allen Dyer como autoridad en la descripción y clasificación científica de los vegetales.[4]